# Xian de Xainza
Le xian de Xainza (chinois : 申扎县 ; pinyin : shēnzhā xiàn, tibétain : ཤན་རྩ་རྫོང, Wylie : shan rtsa rdzong, THL : shen tsa dzong) est un district administratif de la région autonome du Tibet en Chine. Il est placé sous la juridiction de la préfecture de Nagchu.

## Géographie
Situé sur le plateau du Changtang, elle comporte au Nord, le Lac Serling, qui est devenu en juillet 2014, le plus grand lac de la Région autonome du Tibet avec une superficie de 2 391 m2.

## Démographie
La population du district était de 16 190 habitants en 1999.